# Liberation (album de Christina Aguilera)
Liberation este al optulea album de studio al cântăreței americane Christina Aguilera. Albumul a fost lansat în data de 15 iunie 2018 prin casa de discuri RCA Records. Acesta este primul album al lui Aguilera după Lotus (2012). Cântăreața a început să lucreze la acest album încă de la finalul anului 2014. Aguilera a colaborat cu mulți producători și compozitori cunoscuți, pentru a ajunge la sound-ul dorit: Pharrell Williams, Linda Perry, Anderson Paak, Kanye West, Che Pope, Mike Dean, Tayla Parx, Demi Lovato, Keida, Shenseea, GoldLink, Ty Dolla Sign, 2 Chainz și XNDA.